# Lignières (België)
Lignières  is een dorp in de Belgische provincie Luxemburg. Het ligt in Roy, een deelgemeente van de stad Marche-en-Famenne. Lignières ligt twee kilometer ten oosten van het dorpscentrum van Roy.

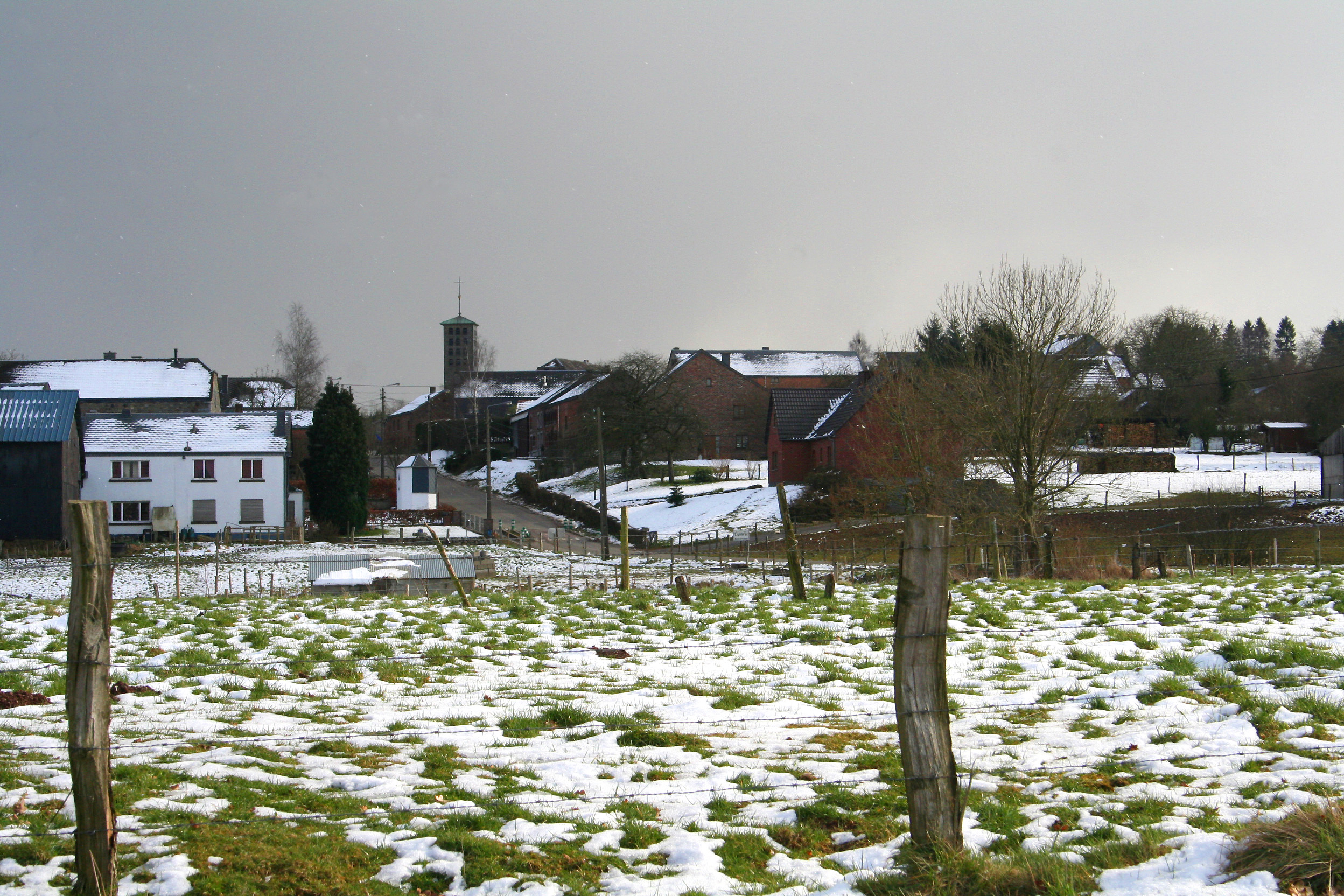
Zicht op Lignières

## Geschiedenis
Op de Ferrariskaart uit de jaren 1770 is de plaats weergegeven als het dorp Lignier. Op het eind van het ancien régime werd Lignières een gemeente. Ten noorden lag de gemeente Grimbiémont die in 1811 al werd opgeheven en aangehecht en in 1823 werd ook de gemeente Lignières opgeheven en bij Roy gevoegd.

## Bezienswaardigheden
- de Eglise Saint-Maurice

## Verkeer en vervoer
Ten noorden van Lignières loopt de N888 van Marche-en-Famenne naar La Roche-en-Ardenne.
Deelgemeenten: Aye · Hargimont · Humain · Marche-en-Famenne · On · Roy · Waha

Overige dorpen: Champlon-Famenne · Grimbiémont · Hollogne · Jemeppe · Lignières · Marloie · Verdenne 

Belgische gemeenten · Arrondissement Marche-en-Famenne · Luxemburg · Wallonië